# Großsteingrab Ostenfeld
Das Großsteingrab Ostenfeld ist eine megalithische Grabanlage der jungsteinzeitlichen Trichterbecherkultur im Kreis Rendsburg-Eckernförde in Schleswig-Holstein. Das Grab trägt die Sprockhoff-Nummer 157. Es wurde 1950 von Klaus Raddatz archäologisch untersucht.

## Lage
Das Grab wurde nach dem Ort Ostenfeld (Rendsburg) benannt, es befindet sich aber am Westrand von Bovenau, direkt an der Grenze der beiden Gemeinden. In der näheren Umgebung gibt es mehrere weitere Großsteingräber: 1,3 km südsüdwestlich befindet sich das Großsteingrab Augustenhof und 1,6 km nordnordöstlich das Großsteingrab Bovenau.

## Beschreibung
Die Anlage besitzt ein nordost-südwestlich orientiertes rechteckiges Hünenbett mit einer Länge von etwa 28 m und einer Breite von 8 m. Die steinerne Umfassung ist an den Langseiten, besonders im Südosten, noch gut erhalten. Im Hünenbett liegen zwei Grabkammern. Bei der ersten am Nordostende des Bettes handelt es sich um einen annähernd ost-westlich orientierten erweiterten Dolmen mit einer Länge von etwa 2,5 m und einer Breite von 1,6 m. Es sind die beiden Abschlusssteine an den Schmalseiten und zwei Wandsteine der Nord- sowie einer der Südseite erhalten, die alle noch in situ stehen. Der östliche Wandstein der Südseite und die Decksteine fehlen. Der Zugang zur Kammer befindet sich an der Südostecke. Ihm ist ein Gang aus zwei Wandsteinpaaren vorgelagert, von denen das äußere in einer Flucht mit den Umfassungssteinen steht. Die zweite Kammer liegt etwas westlich der Mitte des Hünenbetts. Es handelt sich um ein nordost-südwestlich orientiertes Ganggrab vom Untertyp Holsteiner Kammer mit einer Länge von 3 m und einer Breite von 1,6 m. Erhalten sind vier Wandsteine an der nordwestlichen und drei an der südöstlichen Langseite sowie die beiden Abschlusssteine an den Schmalseiten. Alle stehen noch in situ. Die Decksteine fehlen. Zwischen dem von Nordosten aus gesehen ersten und zweiten Wandstein der Südostseite befindet sich der Zugang zur Grabkammer, der durch einen Schwellenstein markiert wird. Ihm ist ein Gang aus zwei Wandsteinpaaren und zwei Decksteinen vorgelagert. Nach Sprockhoff dürfte die Kammer erst in einer späteren Bauphase errichtet worden sein.